# نهر أوبل
نهر أوبل هو أحد الروافد اليمنى لنهر مأرب، يشكل نهر أوبل الحدود بين إرتيريا وإثيوبيا، حيث تقع منابعه في المرتفعات الإريترية.
وفقًا لوزارة الإعلام الإريترية، توجد مزارع كبيرة حول ضفاف النهر حيث يتم زراعة الفاكهة والخضروات.
نهر أوبل يعتبر من أنهار حوض النيل بشكل غير مباشر، حيث يصب في نهر القاش ونهر القاش يصب في نهر عطبرة الذي يصب في نهر النيل إلى البحر المتوسط.